# كاترينا هودج
كاترينا هودج (بالإنجليزية: Katrina Hodge)‏ هي جندية وعارضة بريطانية، ولدت في 29 مارس 1987 في رويال تونبريدج ولز ‏ في المملكة المتحدة.